# Jahy-sama wa Kujikenai!
Jahy-sama wa kujikenai! (ジャヒー様はくじけない！ Jahī-sama wa Kujikenai!, dịch: "Ngài Jahy không thể nản chí") là loạt manga hài kịch Nhật Bản do Konbu Wakame viết và minh họa. Bộ truyện được đăng tải trên tạp chí Monthly Gangan Joker của Square Enix kể từ tháng 8 năm 2017 và được xuất bản thành nhiều tập tankoubon. Một bản anime truyền hình chuyển thể từ truyện do Silver Link sản xuất lên sóng từ tháng 8 năm 2021 đến tháng 12 năm 2021.

## Nội dung
Jahy, kẻ nắm giữ quyền lực cao thứ hai trong Ma Giới được mọi loài ma quỷ tôn thờ, đột nhiên tỉnh dậy tại thế giới loài người với hình hài teo nhỏ, sau cuộc giao tranh với một Ma pháp Thiếu nữ dẫn đến viên Ma thạch của cô bị phá hủy và Ma Giới sụp đổ. Jahy giờ đây sống trong cảnh nghèo túng, phải tự thân vận động và làm việc bán thời gian để trả tiền nhà; trong khi cố gắng khôi phục lại Ma Giới và hình dáng ban đầu.

## Nhân vật
Jahy (ジャヒー Jahī)
Lồng tiếng bởi: Ōzora Naomi
Từng là trợ lý thân cận của Ma Vương và là kẻ nắm giữ quyền lực cao thứ nhì tại Ma Giới, được mọi loài quỷ kính sợ và nể trọng. Giờ đây, cô phải sống với thế giới loài người trong hình hài bé nhỏ sau khi Ma Giới tan rã. Cuộc sống nghèo khó của Jahy gói gọn trong một căn hộ nhỏ đã 40 năm tuổi, chi phí sinh hoạt hằng ngày nhận từ công việc bán thời gian tại một quán rượu izakaya. Trong lúc đó, cô cố gắng khôi phục lại Ma thạch và Ma Giới. Do còn giữ lại một Ma thạch, Jahy có thể quay lại hình dạng ban đầu trong khoảng thời gian nhất định.
Druj (ドゥルジ Duruji) / Dōjima (堂島)
Lồng tiếng bởi: Hanazawa Kana
Trợ lý cũ từng phục vụ cho Jahy tại Ma Giới. Cô được biết với tên "Dōjima" ngoài đời, hiện là giám đốc của một công ty. Trong khi Jahy sống trong một căn hộ đã xuống cấp, cô lại sống trong một tòa chung cư cao tầng.
Ma Vương (魔王 Maō)
Lồng tiếng bởi: Okasaki Miho
Ma Vương trị vì Ma Giới, có trợ lý là Jahy.
Chủ nhà (大家 (Đại gia) Ōya) / Ryō (涼)
Lồng tiếng bởi: Hikasa Yōko
Chủ căn hộ nơi Jahy sinh sống và là em của Chủ quán. Cô thường đến đòi tiền thuê nhà của Jahy vào hàng tháng.
Chủ quán (店長 (Tiệm trưởng) Tenchō)
Lồng tiếng bởi: Kayano Ai
Là chủ quán rượu nơi Jahy được nhận vào làm việc.
Ma pháp Thiếu nữ (魔法少女 Mahō shōjo) / Jingū Kyōko (神宮 きょうこ)
Lồng tiếng bởi: Uesaka Sumire
Người phá hủy Ma thạch dẫn đến Ma Giới sụp đổ. Khi đến thế giới loài người, cô hiện thân dưới dạng một nữ sinh trung học, cô có chung mục tiêu thu thập các Ma thạch với Jahy.
Saurva (サルワ Saruwa)
Lồng tiếng bởi: Komatsu Mikako
Người muốn chiếm vị trí quyền lực của Jahy. Cô là chuyên gia trong việc xây dựng và bày chiêu trò nhưng mọi kế hoạch của cô đều thất bại.
Kokoro (こころ)
Lồng tiếng bởi: Ogura Yui
Một học sinh tiểu học tình nguyện giúp đỡ Jahy tìm kiếm các Ma thạch thất lạc.

## Truyền thông

### Manga
Jahy-sama wa kujikenai! ban đầu vốn là một chương one-shot sáng tác vào tháng 3 năm 2017 trước khi được mở rộng thành một bộ manga. Bộ truyện do Konbu Wakame sáng tác và được xuất bản trên tạp chí Gangan Joker của Square Enix. Bộ phận Manga & Books của Square Enix cấp bản quyền tiếng Anh của truyện tại khu vực Bắc Mỹ.
| #  | Ngày phát hành Tiếng Nhật                                    | ISBN Tiếng Nhật                                                 |
| -- | ------------------------------------------------------------ | --------------------------------------------------------------- |
| 1  | 22 tháng 2, 2018                                             | 978-4-7575-5634-8                                               |
| 2  | 21 tháng 2, 2018                                             | 978-4-7575-5697-3                                               |
| 3  | 22 tháng 10, 2018                                            | 978-4-7575-5885-4                                               |
| 4  | 22 tháng 4, 2019                                             | 978-4-7575-6023-9                                               |
| 5  | 21 tháng 9, 2019                                             | 978-4-7575-6209-7                                               |
| 6  | 22 tháng 4, 2020                                             | 978-4-7575-6617-0                                               |
| 7  | 20 tháng 7, 2021 (bản thường) 20 tháng 7, 2021(bản đặc biệt) | 978-4-7575-7104-4 (bản thường) 978-4-7575-7281-2 (bản đặc biệt) |
| 8  | 22 tháng 12, 2021                                            | 978-4-7575-7637-7                                               |
| 9  | 20 tháng 10, 2022                                            | 978-4-7575-8212-5                                               |
| 10 | 21 tháng 9, 2023                                             | 978-4-7575-8804-2                                               |

### Anime
Vào ngày 16 tháng 4 năm 2021, Jahy-sama wa kujikenai! được thông báo sẽ có được chuyển thể thành anime dài tập. Anime do hãng phim Silver Link sản xuất, Minato Mirai làm đạo diễn, Yokote Michiko viết kịch bản, Nakashiki Saori thiết kế nhân vật đồng thời được phân làm trưởng đạo diễn diễn hoạt, Fujimoto Kōji và Sasaki Osamu phụ trách soạn nhạc nền. Bài hát mở đầu phim là "Fightin★Pose" do Ogura Yui trình bày. Bài hát kết thúc phim là "Tsumari wa Itsumo Kujikenai!" (つまりはいつもくじけない!) do NEGI☆U thể hiện, một nhóm nhạc hình thành từ bộ ba VTuber thuộc Hololive bao gồm Minato Aqua, Oozora Subaru và Momosuzu Nene. Bài hát mở đầu của phần thứ hai là "Seikatsu Konkyū Dame Dinero" (生活こんきゅーダメディネロ), trình bày bởi Uesaka Sumire. Bài hát ending thứ hai là "Petals" (ペタルズ), thể hiện bởi Oasaki Miho.
Bộ anime được lên kế hoạch có 20 tập chia làm 2 phần, phần đầu tiên phát sóng vào ngày 1 tháng 8 năm 2021 trên kênh ABC và trên khung giờ "ANiMAZiNG!!!" của TV Asahi. Crunchyroll phát trực tuyến anime với phụ đề tiếng Anh bên ngoài khu vực châu Á. Tại Đông Nam Á, Plus Media Networks Asia phát sóng anime trên kênh truyền hình Aniplus Asia.

#### Danh sách tập phim
| Tập | Tựa đề                                                             | Đạo diễn                      | Biên kịch      | Ngày phát sóng    |
| --- | ------------------------------------------------------------------ | ----------------------------- | -------------- | ----------------- |
| 1   | "Fukkō keikaku sono ichi" (復興計画その1)                          | Minato Mirai                  | Yokote Michiko | 1 tháng 8, 2021   |
| 2   | "Druj jō wa utagawanai!" (ドゥルジ嬢は疑わない！)                  | Uehare Hideaki                | Yokote Michiko | 8 tháng 8, 2021   |
| 3   | "Jahy-sama wa jiman dekinai..." (ジャヒー様は自慢できない…)        | Kadota Hidehiko               | Yokote Michiko | 15 tháng 8, 2021  |
| 4   | "Saurva-san wa nukarinai?" (サルワさんはぬかりない？)              | Kuroda Kōichirō               | Morie Misaki   | 29 tháng 8, 2021  |
| 5   | "Jahy-sama wa ayashikunai!?" (ジャヒー様は怪しくない)              | Yūshi Ibe                     | Machida Touko  | 5 tháng 9, 2021   |
| 6   | "Jahy-sama wa katesō mo nai..." (ジャヒー様は勝てそうもない…)      | Kumano Chihiro                | Machida Touko  | 12 tháng 9, 2021  |
| 7   | "Jahy-sama wa asobanai!" (ジャヒー様は遊ばない！)                  | Minato Mirai                  | Yokote Michiko | 19 tháng 9, 2021  |
| 8   | "Jahy-sama wa ofuro ni hairenai!" (ジャヒー様はお風呂に入れない！) | Hoshino Misuzu                | Matsui Aya     | 26 tháng 9, 2021  |
| 9   | "Jahy-sama wa ofuro ni hairenai..." (サルワさんは癒されない…)      | Minato Mirai                  | Morie Misaki   | 3 tháng 10, 2021  |
| 10  | "Mahō shōjo wa makerarenai!" (魔法少女は負けられない!)             | Uehara Hideaki                | Machida Touko  | 10 tháng 10, 2021 |
| 11  | "Ōya wa kaerenai..." (大家は帰れない…)                             | Onada Yusuke                  | Matsui Aya     | 17 tháng 10, 2021 |
| 12  | "Kokoro-chan wa uragiranai?" (こころちゃんは裏切らない？)          | Kadota Hidehiko, Minato Mirai | Morie Misaki   | 24 tháng 10, 2021 |
| 13  | "Druj Jō wa Yorokobanai!" (ドゥルジ嬢は悦ばない！)                 | Yūshi Ibe                     | Yokote Michiko | 31 tháng 10, 2021 |
| 14  | "Mahō Shōjo wa Tatakawanai!" (魔法少女は戦わない！)                | Minato Mirai                  | Machida Touko  | 7 tháng 11, 2021  |
| 15  | "Tenchō wa Kimerarenai!" (店長は決められない！)                    | Ibe Yūshi, Nishimoto Misaki   | Matsui Aya     | 14 tháng 11, 2021 |
| 16  | "Maō-sama wa Enryo Shinai!" (魔王様は遠慮しない！)                 | Sueda Yoshifumi               | Morie Misaki   | 21 tháng 11, 2021 |
| 17  | "Jahy-sama wa Nemurenai..." (ジャヒー様は眠れない…)                | Kumano Chihiro                | Yokote Michiko | 28 tháng 11, 2021 |
| 18  | "Saruwa-san wa Yaburenai!" (サルワさんは敗れない！)                | Ibe Yūshi                     | Yokote Michiko | 5 tháng 12, 2021  |
| 19  | "Maō-sama wa Yōshanai!?" (魔王様は容赦ない！？)                    | Hoshino Misuzu                | Yokote Michiko | 12 tháng 12, 2021 |
| 20  | "Jahy-sama wa Kujikenai!" (ジャヒー様はくじけない！)               | Minato Mirai, Ōuchi Yamato    | Yokote Michiko | 19 tháng 12, 2021 |